# Ugo Legrand
Ugo Legrand (Mont-Saint-Aignan, 22 de janeiro de 1989) é um judoca francês que conquistou uma medalha de bronze nas Olimpíadas de 2012 na categoria até 73 kg.